# Царица проклятых
Это статья о романе, если Вы искали статью о фильме, см. Королева проклятых (фильм).
«Цари́ца про́клятых» (англ. The Queen of the Damned) — роман американской писательницы Энн Райс, третий том цикла «Вампирские хроники», следующий за романами «Интервью с вампиром» и «Вампир Лестат». Он продолжает историю, которая описана в романе «Вампир Лестат» до автобиографии Лестата. В «Царице проклятых» рассказано о происхождении и истории вампиров, зародившейся в Древнем Египте после того, как в вампира была обращена его королева Акаша.
В 2002 году был снят кинофильм «Королева проклятых». В нём снялись певица Алия в роли Акаши и Стюарт Таунсенд в роли Лестата. Кинофильм был выпущен через шесть месяцев после гибели Алии в авиакатастрофе.

## Сюжет
Роман рассказывает о происхождении вампиров и их прародителях, называемых «Те, Кого Следует Оберегать» — Акаше и Энкиле, а также о событиях, произошедших с момента написания Лестатом автобиографии.

## Кинофильм
В 2002 году на основе романа снят кинофильм «Королева проклятых». Он стал второй экранизацией романа из цикла «Вампирских хроник» (в 1994 вышел Интервью с вампиром: Хроника жизни вампира, интерпретация первой книги серии). Фильм имеет много отличий от оригинала: в романе к Лестату приходит Луи, а не Мариус; Акаша убивает только вампиров и всех жителей одного острова возле Греции; Габриэль и Луи вовсе не присутствуют в фильме. В главных ролях снялись Алия (Акаша), Стюарт Таунсенд (Лестат) и Венсан Перес в роли Мариуса.